# Gaius Domitius Dexter
Gaius Domitius Dexter war ein römischer Politiker und Senator Ende des 2. Jahrhunderts n. Chr.
Dexter war vor 183 Suffektkonsul, denn er ist für das Jahr 183 als Legat der Provinz Syria bezeugt. Wahrscheinlich war er der unmittelbare Nachfolger des späteren Kaisers Pertinax. Vielleicht hatte Septimius Severus ihn noch als Statthalter kennengelernt, als er selbst die in dieser Provinz stationierte Legio IIII Scythica kommandierte. Dass Dexter Ende Juni 193 Stadtpräfekt wurde, zeigt, wie sehr Severus ihm vertraute, denn das Amt war von außergewöhnlicher Bedeutung während der jahrelangen Abwesenheit des neuen Kaisers von der Stadt Rom und Italien. Die besondere Ehre eines zweiten Konsulats erhielt Dexter im Jahr 196.